# Katastralgemeinde Launsdorf
Die Katastralgemeinde Launsdorf ist eine von sechs Katastralgemeinden der Gemeinde Sankt Georgen am Längsee im Bezirk Sankt Veit an der Glan in Kärnten. Sie hat eine Fläche von 1.821,01 ha.
Die Katastralgemeinde gehört zum Sprengel des Vermessungsamtes Klagenfurt.

## Lage
Die Katastralgemeinde liegt im Zentrum der Gemeinde Sankt Georgen im Längsee, im Süden des Bezirks Sankt Veit an der Glan, östlich des Bezirkshauptorts. Landschaftlich umfasst sie vor allem Teile der Launsdorfer Senke und des Sankt Veiter Hügellandes, dazu kommt im Norden ein kleiner Anteil am Krappfeld und im Südosten ein Anteil am Brückler Bergland. Die Katastralgemeinde erstreckt sich über eine Höhenlage von 501 m ü. A. am Ziegelbach am Südwestrand der Katastralgemeinde bis zu 874 m ü. A. am Pernatsch an der Südostgrenze der Katastralgemeinde.

## Ortschaften
Auf dem Gebiet der Katastralgemeinde Osterwitz liegen die Ortschaften Launsdorf, Rain, Reipersdorf, Stammerdorf, Thalsdorf, Unterbruckendorf, Weindorf und Zensberg sowie Teile der Ortschaften Drasendorf, Fiming, Pölling, Rottenstein und Wiendorf.

## Vermessungsamt-Sprengel
Die Katastralgemeinde gehört seit 1. Jänner 1998 zum Sprengel des Vermessungsamtes Klagenfurt. Davor war sie Teil des Sprengels des Vermessungsamtes St. Veit an der Glan.

## Geschichte
Ende des 18. Jahrhunderts wurden die Kärntner Steuergemeinden (später: Katastralgemeinden) gebildet und Steuerbezirken zugeordnet. Die Steuergemeinde Launsdorf wurde Teil des Steuerbezirks Osterwitz.
Im Zuge der Reformen nach der Revolution 1848/49 wurden in Kärnten die Steuerbezirke aufgelöst und Ortsgemeinden gebildet, die jeweils das Gebiet einer oder mehrerer Steuergemeinden umfassten. Die Steuer- bzw. Katastralgemeinde Launsdorf wurde Teil der Gemeinde Sankt Georgen. Die Größe der Katastralgemeinde wurde 1854 mit 3172 Österreichischen Joch und 510 Klaftern (ca. 1825 ha, entspricht etwa der heutigen Fläche) angegeben; damals lebten 471 Personen auf dem Gebiet der Katastralgemeinde.
Die Katastralgemeinde Launsdorf gehörte ab 1850 zum politischen Bezirk Sankt Veit an der Glan und zum Gerichtsbezirk Sankt Veit an der Glan. Von 1854 bis 1868 gehörte sie zum Gemischten Bezirk Sankt Veit an der Glan. Seit der Reform 1868 ist sie wieder Teil des politischen Bezirks Sankt Veit an der Glan und des Gerichtsbezirks Sankt Veit an der Glan.

## Siedlungsentwicklung
Zum Jahreswechsel 1979/1980 befanden sich in der Katastralgemeinde Launsdorf insgesamt 371 Bauflächen mit 127.258 m² und 344 Gärten auf 413.209 m², 1989/1990 gab es 406 Bauflächen. 1999/2000 war die Zahl der Bauflächen auf 1530 angewachsen und 2009/2010 bestanden 732 Gebäude auf 1616 Bauflächen.

## Bodennutzung
Die Katastralgemeinde ist landwirtschaftlich geprägt. 750 Hektar wurden zum Jahreswechsel 1979/1980 landwirtschaftlich genutzt und 927 Hektar waren forstwirtschaftlich geführte Waldflächen. 1999/2000 wurde auf 692 Hektar Landwirtschaft betrieben und 941 Hektar waren als forstwirtschaftlich genutzte Flächen ausgewiesen. Ende 2018 waren 628 Hektar als landwirtschaftliche Flächen genutzt und Forstwirtschaft wurde auf 939 Hektar betrieben. Die durchschnittliche Bodenklimazahl von Launsdorf beträgt 49,2 (Stand 2010).